# Kemiri (Tanjungsari)
Kemiri is een bestuurslaag in het regentschap Gunung Kidul van de provincie Jogjakarta, Indonesië. Kemiri telt 4298 inwoners (volkstelling 2010).